# زبان اشاره نروژی
زبان اشاره نروژی زبان اشاره‌ای است که توسط ناشنوایان و کم شنوایان در نروژ استفاده می‌شود.